# 79 av. J.-C.
Cette page concerne l'année 79 av. J.-C. du calendrier julien proleptique.

## Événements
- 29 septembre 80 av. J.-C. (1er janvier 675 du calendrier romain) : début à Rome du consulat de Appius Claudius Pulcher et Publius Servilius Vatia[1].
- 12 mars : premier triomphe de Pompée pour ses victoires en Afrique[2].
- Juillet : abdication de Sylla[3] (date possible). Sa réforme achevée, Sylla abdique et confie le pouvoir à l’oligarchie sénatoriale conservatrice. Il se retire à Cumes où il vit comme un simple particulier jusqu’à sa mort en 78 av. J.-C.[4].

- Guerre sertorienne : Metellus, gouverneur d'Hispanie ultérieure, mène campagne contre Sertorius dans le sud de la Lusitanie ; il veut prendre Sertorius en tenaille avec l’appui du propréteur de Citérieure C. Domitius Calvinus, mais celui-ci est battu et tué par le questeur de Sertorius, Lucius Hirtuleius ; Metellus passe du Baetis à la vallée de l’Anas où il installe son camp à Metellinum. Le légat de Metellus, L. Thorius Balbus, envoyé au secours de Domitius Calvinus, est vaincu  près de Consabura sur l’Anas et tué par Sertorius, accouru à la rescousse de son lieutenant[5].